# Mussaenda sandakana
Mussaenda sandakana là một loài thực vật có hoa trong họ Thiến thảo. Loài này được Govaerts mô tả khoa học đầu tiên năm 2008.